# Carmen Caamaño Díaz
Carmen Caamaño Díaz (Madrid, 11 de abril de 1909-27 de mayo de 2006) fue una historiadora y activista política española. Fue dirigente del Partido Comunista de España (PCE).

## Trayectoria
Nacida en Madrid el 1909. Con el apoyo de su padre, un hombre de izquierdas, ingresó en la Universidad Central de Madrid en el curso 1926-1927. Como estudiante participó en un acto de oposición a la monarquía (se derrocó un busto del rey en el paraninfo de la Universidad), que le supuso ser encarcelada unos días con algunas compañeras. Integró la Junta Directiva de la FUE (Federación Universitaria Escolar, organización estudiantil republicana) y fue secretaria general de la UFEH (Unión Federal de Estudiantes Hispanos, que pretendía la coordinación de movimientos estudiantiles); en 1932, asistió como representante de la Universidad Española al Congreso Iberoamericano de Estudiantes en Costa Rica, donde era la única mujer presente, y donde defendió la enseñanza pública. Asistía a las actividades del Lyceum Club, un conocido foro feminista, y a los debates y las conferencias del Ateneo de Madrid y de la Residencia de Estudiantes. Apoyó al régimen republicano y en una entrevista a la prensa, mostró confianza en que el nuevo régimen otorgaría derechos a las mujeres (Crónica, 10 de mayo de 1931).
Defendió el derecho de voto de la mujer el 1931 y colaboró con las Misiones Pedagógicas. Se licenció en Historia en la Universidad de Madrid y empezó a trabajar en el Centro de Estudios Históricos bajo la dirección de Claudio Sánchez-Albornoz. Durante la guerra, trabajó en la Junta del Tesoro Artístico y el noviembre de 1936 se trasladó a Valencia, donde pasó a trabajar en la Subsecretaria de Educación. Se casó con Ricardo Fuente Alcocer, quien después fue profesor de dibujo del Instituto de Alicante. En enero de 1937, se instaló en Alicante para ocuparse de la biblioteca del Instituto. Fue entonces cuando ingresó en el PCE y se hizo cargo de la secretaría femenina. Fue secretaria general de la Agrupación de Mujeres Antifascistas de Alicante, desde donde manifestó gran interés por la capacitación de las mujeres para el trabajo. El 1937 fue nombrada secretaria del gobernador civil de Alicante, el comunista Jesús Monzón, a quién acompañó en el gobierno civil de Cuenca a finales de 1938. Poco después, Monzón marchó a Madrid para desarrollar otras tareas políticas y lo sustituyó Carmen Caamaño, entonces embarazada, como gobernadora civil de Cuenca. Era el marzo de 1939.
Ante el avance de las tropas franquistas, huyó a Alicante y llegó al puerto con la intención de salir al exilio. Dio a luz su hijo en casa de un amigo médico y volvió al puerto, donde encontró a su marido; al no poder coger ningún barco, junto con su marido y su hijo consiguió huir de las tropas italianas que habían tomado Alicante, pero fue delatada en la localidad próxima de San Juan. Encarcelada y condenada a 12 años, un indulto le permitió salir de la prisión de Alicante en 1947; continuó la tarea política, por lo que sería encarcelada otras veces. Castigada por leer prensa clandestina, fue trasladada a la prisión de Cáceres, con presas comunes, pero a los cuatro meses salió. Su vida después de la prisión estuvo marcada por la imposibilidad de volver a ejercer su profesión, puesto que fue depurada, y por la vigilancia policial. Colaboró con la Asociación Española de Mujeres Universitarias, fundada en Madrid el 1953, donde organizó conferencias y actos culturales y de la que fue vicepresidenta en 1980.

## Reconocimientos
En 2020, Caamaño fue incluida dentro del proyecto “Mujeres Investigadoras en los Archivos Estatales (1900-1970)” para la descripción archivística y creación de un micrositio específico en el Portal de Archivos Españoles (PARES), desarrollado entre 2020-2023. Este proyecto ha sido impulsado por la Subdirección General de Archivos Estatales, con el objetivo visibilizar la labor de investigación realizada en España por las mujeres en el intervalo 1900-1970 partiendo de los registros documentales que se conservan en los Archivos de Gestión de los AAEE del Ministerio de Cultura (el Archivo Histórico Nacional, el Archivo de la Corona de Aragón, el Archivo General de Simancas, el Archivo General de Indias, el Archivo de la Real Chancillería de Valladolid, el Archivo General de la Administración y el Centro de Información Documental de Archivos).